# Sint-Goedelekerk (Hamme)

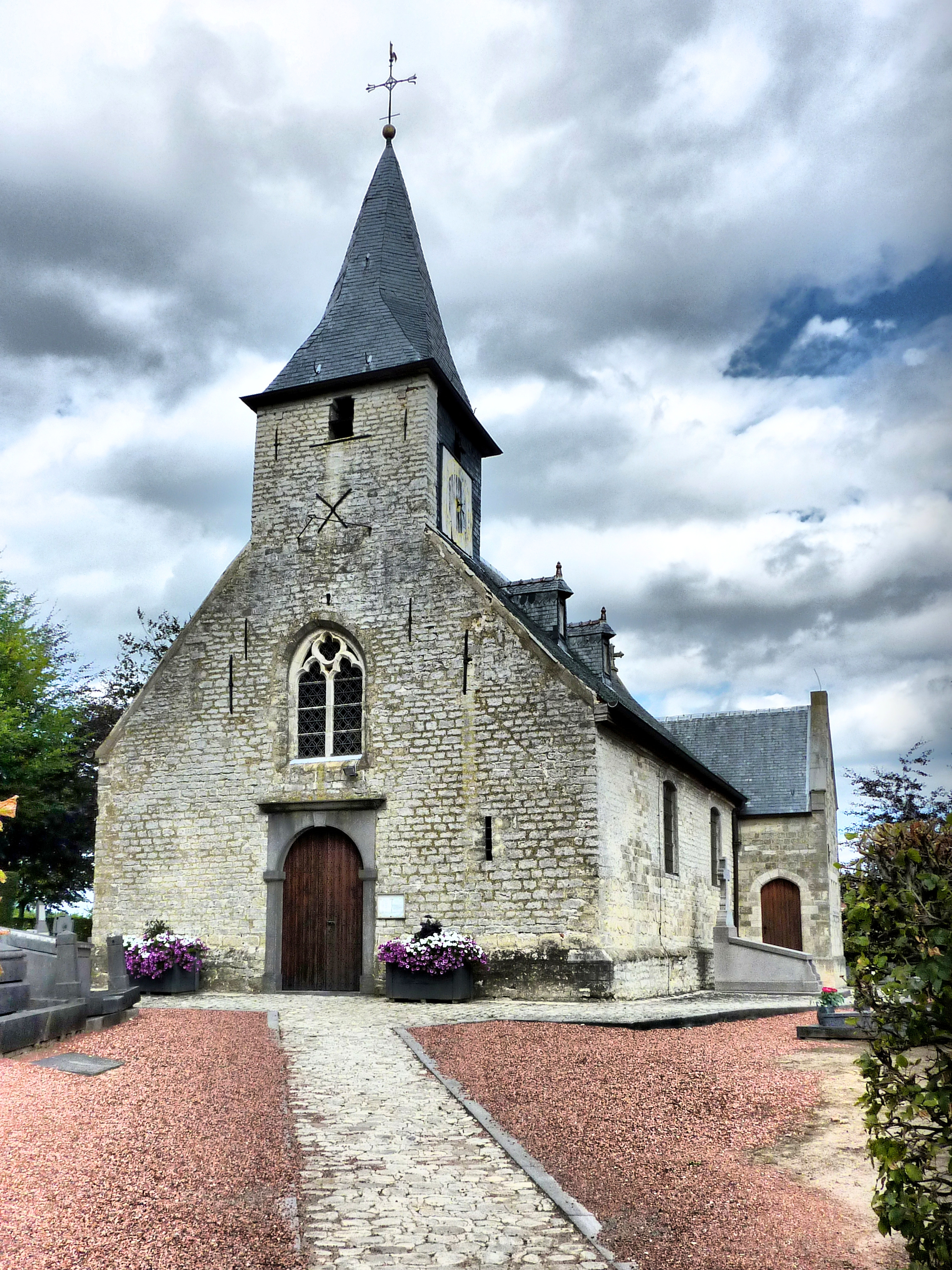
Sint-Goedelekerk

De Sint-Goedelekerk is de parochiekerk van de tot de Vlaams-Brabantse gemeente Merchtem behorende plaats Hamme, gelegen aan de Lindestraat.

## Geschiedenis
Hier zouden de heiligen Goedele van Brussel en Emebertus zijn geboren en ook zouden beiden begraven liggen op de plaats van de huidige kerk die echter tot 1982 aan Onze-Lieve-Vrouw was gewijd.
Omstreeks 1964 werden houten onderdelen van een Karolingisch houten kerkje gevonden. Het bestaan van een grote romaanse kerk op deze plaats is twijfelachtig.
De huidige kerk is een vroeggotisch gebouw uit de 13e eeuw. De kerk is gebouwd in Balegemse steen. Het koor van deze kerk gaat terug op een ouder, eenbeukig, kerkje. Later werd ten westen daarvan een nieuw kerkschip gebouwd en ook tijdens de 15e en 16e eeuw werd het kerkje verbouwd. In 1680 werden ingrijpende werken uitgevoerd. Ook het kerkmeubilair werd toen deels vernieuwd.
In latere jaren werden nog diverse restauratiewerkzaamheden uitgevoerd, laatst in 1964 en 2011.
In 1982 werd de kerk gewijd aan Sint-Goedele.

## Gebouw
Het betreft een eenbeukig kerkje waarvan het uiterlijk van omstreeks 1680 stamt maar dat een oudere kern heeft. De kerk heeft een ingebouwde westtoren die aan drie zijden met leien is bezet. Het koor is recht afgesloten.
De kerk wordt omringd door een kerkhof.

## Interieur
Het interieur wordt overkluisd door een gedrukt tongewelf. Er is een romaanse rondboog waardoor schip en koor worden gescheiden. In de kerkvloer zij een vijftal, voornamelijk 17e-eeuwse, grafstenen ingemetseld. In de kerk bevindt zich een muurschildering uit 1680.
De kerk bezit enkele 16e-eeuwse beelden, namelijk van Sint-Martinus en van Sint-Reinildis. Een gepolychromeerd houten Sint-Goedelebeeld is 17e-eeuws. Ook uit deze tijd is een witmarmeren Mariabeeld.
De zijaltaren zijn 17e-eeuws en in barokstijl. Het hoofdaltaar werd in de restauratiecampagne van 1964 verwijderd. Hieronder bevond zich een ouder, zandstenen, altaar dat in gebruik werd genomen. Ook staat in het koor een zandstenen doopvont met koperen deksel, vermoedelijk uit de 16e eeuw stammend. Ook is er een 17e-eeuwse biechtstoel in barokstijl.